# Švábov
Švábov (německy Schwabau) je obec v okrese Jihlava v Kraji Vysočina. Žije zde 89 obyvatel.

## Název
Název se vyvíjel od varianty Sswabow (1546, 1676), Schwabow (1718), Swabow (1720), Schwabau (1751), Schwabau a Šwabow (1846), Schwabau a Švábov (1872) až k podobě Švábov v letech 1881 a 1924. Místní jméno je pravděpodobně odvozeno od osobního jména Šváb, možný je i původ od přídavného jména švábský, tedy německý.
Švábov ale pravděpodobně dostal své jméno podle zemana Švába. Švábové byli starobylý slovanský rod z Chvatlin u Zásmuk. O tom, že je Švábov vesnicí slovanskou, svědčí to, že má tvar slovanské okrouhlice. Jednotlivé usedlosti jsou rozloženy po obvodu oválu tak, že uvnitř je náves.

## Historie
První písemná zmínka o obci pochází z roku 1534.
Kdy byl Švábov založen, není přesně známo. První písemná zmínka o Švábovu v písemnostech batelovského panství je z roku 1532, kde je Švábov uveden jako součást batelovského panství, které v té době vlastnili páni z Lipé.
Švábov však již zřejmě existoval mnohem dříve, neboť v hrdelních zápisech města Jihlavy z roku 1402 je uváděn Ondrák ze Švábova, který se zúčastnil přepadení Jihlavy ve službách krále Václava IV. Německá Jihlava stála na straně Václavova bratra Zikmunda. Jihlavští útok odrazili a zajatí účastníci přepadení byli postaveni před hrdelní soud a mezi nimi i Ondrák ze Švábova. Tento zápis posouvá první písemnou zmínku o Švábovu o 130 let zpět. Domněnka, že Švábov byl založen německými Šváby, je nepravděpodobná, protože ve Švábově žádní Němci nikdy nežili, s výjimkou krátkého období 30. a 40. let dvacátého století.

## Přírodní poměry
Nachází se 2,5 kilometru jihovýchodně od Horní Cerekve. Geomorfologicky je oblast součástí Křižanovské vrchoviny a jejího podcelku Brtnická vrchovina, v jejíž rámci spadá pod geomorfologický okrsek Třešťská pahorkatina. Průměrná nadmořská výška činí 584 metrů. Nejvyšší bod katastru o nadmořské výšce 627 metrů se nachází jižně od obce. Západní hranici katastru tvoří Švábovský potok, východně od Švábova teče bezejmenný potok, na němž se rozkládá několik rybníků – největší z nich nesou názvy Medličský rybník, Malý Švábovský rybník a Švábovský rybník. Potok se severovýchodně od Švábova vlévá do řeky Jihlavy. Na území Švábova leží přírodní rezervace U potoků, která je chráněna pro cenný soubor lučních a rašeliništních rostlinných společenstev s výskytem řady ohrožených taxonů v jinak intenzivně zemědělsky využívané krajině. Lokalita představuje rovněž cenné refugium hmyzu, obojživelníků a ptactva.

## Obyvatelstvo
Podle sčítání 1930 zde žilo ve 32 domech 203 obyvatel. 203 obyvatel se hlásilo k československé národnosti. Žilo zde 195 římských katolíků, 5 evangelíků a 3 příslušníci Církve československé husitské.
| Rok            | 1869 | 1880 | 1890 | 1900 | 1910 | 1921 | 1930 | 1950 | 1961 | 1970 | 1980 | 1991 | 2001 | 2011 | 2021 |
| -------------- | ---- | ---- | ---- | ---- | ---- | ---- | ---- | ---- | ---- | ---- | ---- | ---- | ---- | ---- | ---- |
| Počet obyvatel | 199  | 196  | 181  | 206  | 194  | 220  | 203  | 139  | 134  | 121  | 121  | 97   | 89   | 66   | 75   |
| Počet domů     | 27   | 27   | 29   | 27   | 28   | 28   | 32   | 33   | 37   | 34   | 30   | 34   | 41   | 41   | 36   |

## Obecní správa a politika
V letech 1869–1880 byl osadou Batelova, poté samostatnou obcí, od 1. července 1989 do 31. prosince 1992 znovu částí Batelova a od 1. ledna 1993 opět samostatnou obcí.

### Zastupitelstvo a starosta, členství ve sdruženích
Obec má od roku 2018 sedmičlenné zastupitelstvo, v jehož čele stojí starostka Lenka Prüherová. Švábov je členem Mikroregionu Třešťsko a místní akční skupiny Třešťsko.
| Období    | Voliči | Účast v % | Mandáty | Výsledky              | Starosta              |
| --------- | ------ | --------- | ------- | --------------------- | --------------------- |
| 2006–2009 | 73     | 83,56     | 5       |                       | Evžen Háva            |
| 2009–2010 | 69     | 76,81     | 5       | 5 ŠVÁBOVŠTÍ NEZÁVISLÍ | Evžen Háva            |
| 2010–2014 | 68     | 79,41     | 5       | 5 Švábovští nezávislí | Evžen Háva            |
| 2014–2018 | 65     | 78,46     | 5       | 5 Švábovští nezávislí | Evžen Háva            |
| 2018–2022 | 64     | 73,44     | 7       | 7 Švábovští nezávislí | MUDr. Lenka Prüherová |

### Obecní symboly
Znak a vlajka byly obci uděleny rozhodnutím předsedy Poslanecké sněmovny Parlamentu České republiky dne 9. dubna 2002. Znak: Ve stříbrném štítě čelně vztyčená zelená radlice se zlatým patriarším křížem, provázená nahoře dvěma červenými routami. Vlajka: List tvoří tři vodorovné pruhy, bílý, zelený a bílý. Ze střední třetiny okrajů zeleného pruhu vyrůstají dva protilehlé trojúhelníky s vrcholy na okrajích listu. Uprostřed zeleného pole žlutý patriarší kříž vysoký tři čtvrtiny šířky listu. V rozích a cípech listu po jedné červené routě dotýkající se horního a dolního okraje bílých pruhů. Poměr šířky k délce listu je 2 : 3.

## Škola
Škola byla ve Švábově otevřena asi v roce 1876. Vyučovalo se zde až do roku 1947, kdy byla škola pro nízký počet žáků zrušena.

## Hospodářství a doprava
V obci sídlí firma English Club International spol. s r.o. Obcí prochází silnice III. třídy č. 13423 z Horní Cerekve do Batelova a železniční trať č. 225 z Havlíčkova Brodu do Veselí nad Lužnicí. Dopravní obslužnost zajišťují dopravci ICOM transport a České dráhy. Autobusy jezdí ve směrech Jihlava, Batelov, Lovětín a Počátky. a vlaky ve směrech Havlíčkův Brod a Veselí nad Lužnicí.

## Kultura a sport
Sbor dobrovolných hasičů byl ve Švábově založen z podnětu obecního zastupitelstva v roce 1895.

## Pamětihodnosti
- Kaple sv. Cyrila a Metoděje (Švábov)
- Boží muka u cesty za Hávovy vlevo cca 0,5 km od obce z roku 1920
- Litinový kříž na soklu v parku, vlevo před kapličkou z roku 1857
- Litinový kříž na soklu z lomového kamene z roku 1883, umístěný vpravo na cestě za Hávovy na mezi cca 1 km od obce
- Litinový kříž na podstavci z roku 1888, umístěný při silnici na Horní Cerekve asi 100 m od obce
- Kamenný kříž z roku 1941, stojící vpravo u silnice na Horní Cerekev, blízko zatáček "Na Obci"
- Kamenný kříž z roku 1887, stojící vlevo při silnice na Batelov u odbočky na Bezděčín
- Kamenný kříž z roku 1972, stojící vpravo u výjezdu z obce na Horní Cerekev u domu čp. 9

## Galerie

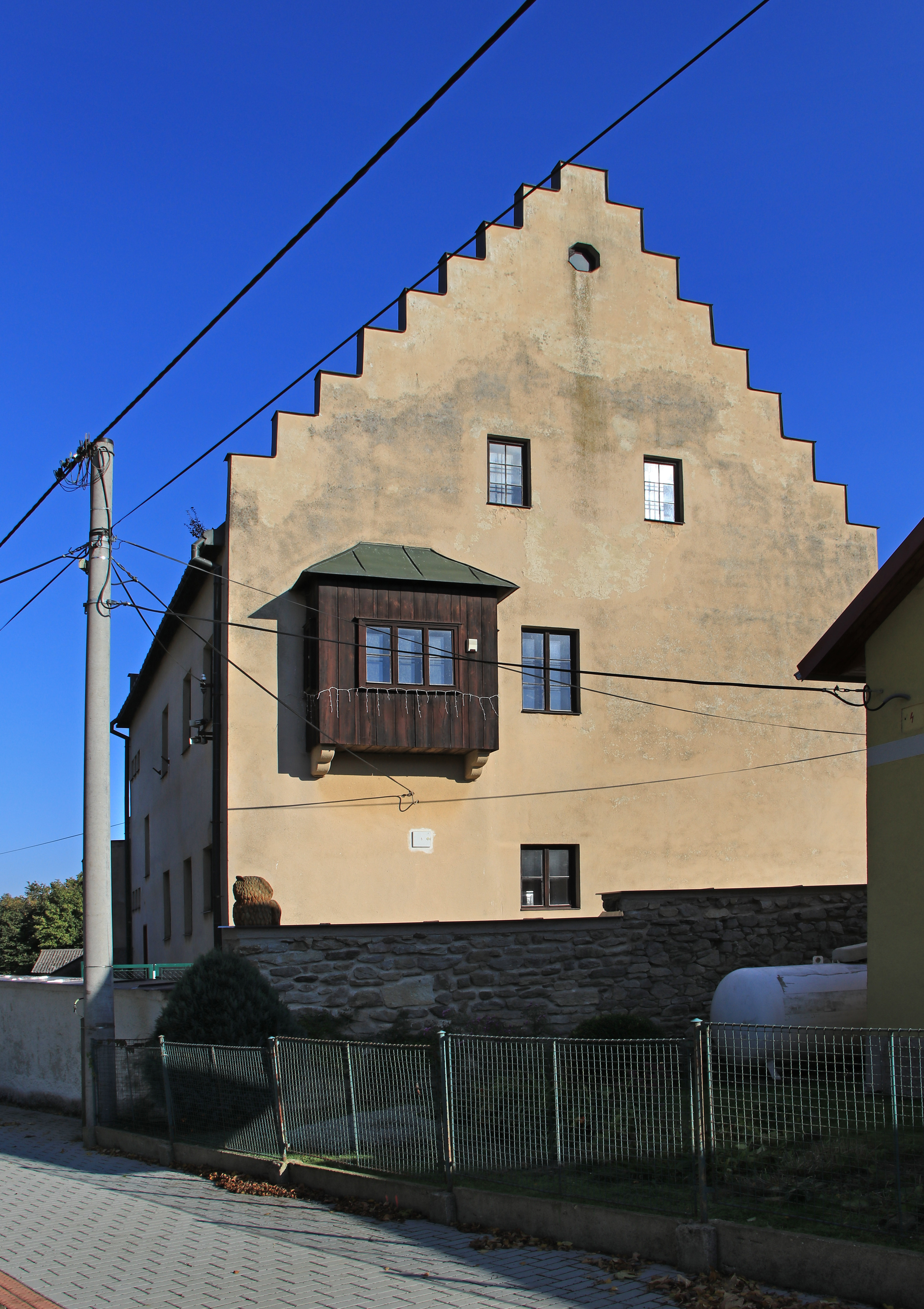
Obecní úřad
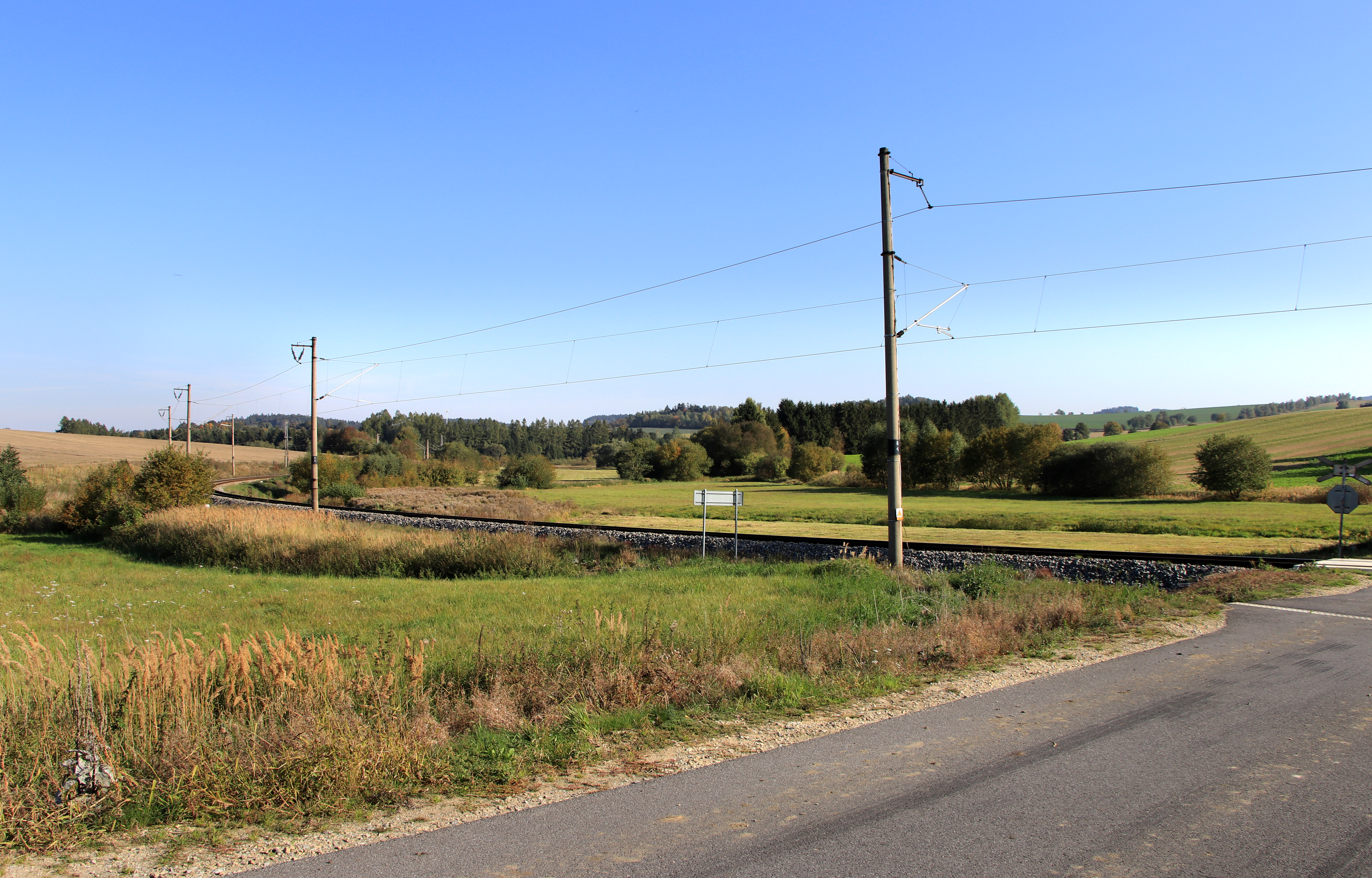
Železnice mezi Švábovem a Batelovem
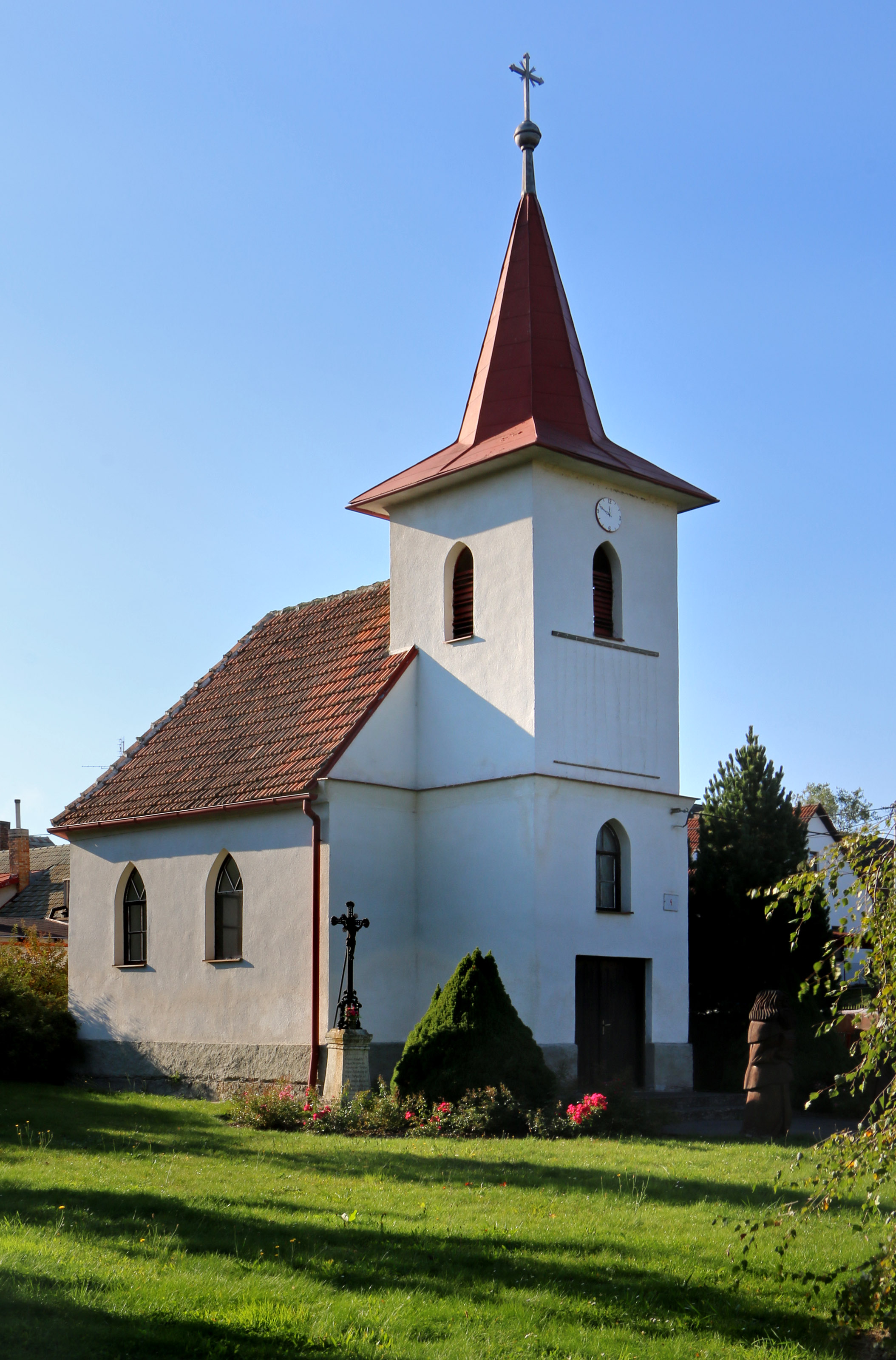
Kaple sv. Cyrila a Metoděje